# Демійка
Демі́йка — зупинний пункт Київської дирекції Південно-Західної залізниці, розташований на лінії Чернігів — Семиходи між станціями Жукотки (11,5 км) та Славутич (5 км).
Розташований у селі Малійки Чернігівському районі Чернігівської області.
Зупинний пункт виник у 1944 році. Електрифіковано у складі лінії Чернігів — Славутич у 1988 році.